# Miloš Krasić
Miloš Krasić (srbsky Милош Красић, * 1. listopadu 1984, Titova Mitrovica, SFR Jugoslávie) je bývalý srbský fotbalový záložník.
Jako pravý křídelní záložník je ceněn pro svou rychlost a schopnost obejít protihráče. Býval přirovnáván k bývalému českému záložníkovi Pavlu Nedvědovi. Za rok 2009 získal v Srbsku ocenění Fotbalista roku.

## Klubová kariéra
Fotbalovou dráhu zahájil Krasić v klubu FK Rudar, kde si ho všimli lidé z FK Vojvodina Novi Sad, kam ve svých 14 letech odešel. Zde strávil následující 4½ sezóny, během nichž fotbalově rostl a stal se kapitánem mužstva.
V létě 2004 odešel do zahraničí, do ruského klubu CSKA Moskva, s nímž získal nemálo trofejí včetně dvou ligových titulů. 21. srpna 2010 přestoupil do italského velkoklubu Juventus Turín, kde dostal dres s číslem 27. S Juventusem vyhrál italskou nejvyšší ligu v sezóně 2011/12.

### Fenerbahçe Istanbul

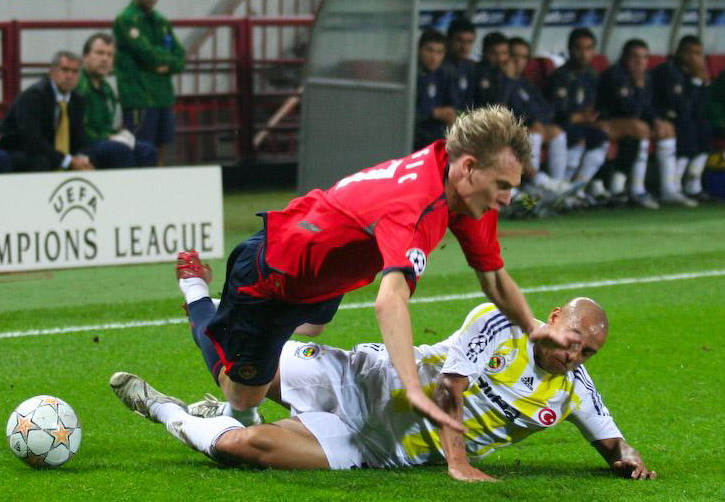
Krasić faulovaný Robertem Carlosem z Fenerbahçe během jeho působení v CSKA Moskva v roce 2007

3. srpna 2012 přestoupil za 7 milionů € do tureckého klubu Fenerbahçe Istanbul, kde podepsal 4letý kontrakt.
V základní skupině C Evropské ligy 2012/13 pomohl k obsazení prvního místa a zisku 13 bodů, i když většinou jen střídal. V šestnáctifinále vyřadilo Fenerbahçe běloruský klub FK BATE Borisov po výsledku 0:0 venku a 1:0 doma (tento zápas v Turecku se však hrál bez diváků), Krasić nezasáhl ani do jednoho zápasu. Nastoupil na několik závěrečných minut v prvním zápase semifinále Evropské ligy proti hostující Benfice Lisabon, Fenerbahçe soupeře zdolalo poměrem 1:0.

### SC Bastia (hostování)
V létě 2013 odešel na roční hostování do francouzského celku SC Bastia.

### Lechia Gdańsk
V srpnu 2015 se stal hráčem polského klubu Lechia Gdańsk.

## Reprezentační kariéra

### Mládežnické reprezentace
Miloš Krasić nastupoval za reprezentaci Srbska a Černé Hory do 21 let, s níž se zúčastnil dvou evropských šampionátů v této věkové kategorii. Jedním z nich bylo Mistrovství Evropy hráčů do 21 let konané v Portugalsku, kde Srbsko podlehlo 1. června v semifinále Ukrajině 4:5 v penaltovém rozstřelu (zápas skončil 0:0 po prodloužení). Miloš odehrál na turnaji všechny 4 zápasy. Mimo semifinále šlo o duely v základní skupině A – postupně 23. května porážka 0:1 s Německem, 25. května výhra 2:0 nad Portugalskem a 28. května prohra 0:2 s Francií.
Se srbskočernohorským olympijským výběrem do 23 let hrál na Letních olympijských hrách 2004 v Řecku, kde Srbsko a Černá Hora obsadilo poslední čtvrté místo v základní skupině C bez zisku jediného bodu.

### A-mužstvo
V letech 2006–2011 působil v seniorské reprezentaci Srbska. Debutoval 15. listopadu 2006 v přátelském utkání v Bělehradu proti týmu Norska (remíza 1:1).
První gól vstřelil 11. října 2008 v kvalifikačním utkání na Mistrovství světa 2010 v Bělehradě hostující Litvě. Krasić ve 34. minutě zvyšoval na průběžných 2:0 pro domácí, střetnutí skončilo vítězstvím Srbska 3:0. Hned v dalším zápase 15. října skóroval znovu, tentokrát ve Vídni proti domácímu Rakousku, když ve 14. minutě otevíral skóre kvalifikačního utkání, které Srbsko vyhrálo 3:1.
Kvalifikace byla pro mladý balkánský stát úspěšná, Srbsko obsadilo v základní skupině s 22 body 1. místo o jeden bod před druhou Francií, která se musela zúčastnit baráže.

#### Mistrovství světa 2010
Miloš Krasić se poté zúčastnil i samotného světového šampionátu 2010 v Jihoafrické republice. V základní skupině D se Srbsko střetlo postupně s Ghanou, Německem a Austrálií. V prvním zápase 13. června 2010 prohrálo s Ghanou 0:1, Krasić odehrál kompletní zápas v základní sestavě. 18. června porazil balkánský celek překvapivě favorizované Německo 1:0, i tentokrát absolvoval Krasić celé střetnutí. Ve svém posledním vystoupení na šampionátu 23. června podlehlo Srbsko Austrálii 1:2 a s turnajem se rozloučilo ziskem 3 bodů a obsazením posledního čtvrtého místa ve skupině. Krasić hrál do 62. minuty, poté byl střídán.

### Reprezentační góly
Góly Miloše Krasiće za A-mužstvo Srbska
| Gól | Datum        | Stadion                                 | Soupeř   | Skóre (min.) | Výsledek | Soutěž                 |
| --- | ------------ | --------------------------------------- | -------- | ------------ | -------- | ---------------------- |
| 010 | 11. 10. 2008 | Stadion Crvena Zvezda, Bělehrad, Srbsko | Litva    | 02:0 0(34.)  | 3:0      | kvalifikace na MS 2010 |
| 02  | 15. 10. 2008 | Ernst-Happel-Stadion, Vídeň, Rakousko   | Rakousko | 00:1 0(14.)  | 1:3      | kvalifikace na MS 2010 |
| 030 | 5. 6. 2010   | Stadion Partizana, Bělehrad, Srbsko     | Kamerun  | 01:1 0(16.)  | 4:3      | přátelský zápas        |